# 卡氏叫姑魚
卡氏叫姑魚為輻鰭魚綱鱸形目鱸亞目石首魚科的其中一種，分布於印度西太平洋區，包括安達曼群島、孟加拉、印度、緬甸、柬埔寨、印尼、越南、泰國、斯里蘭卡、汶萊等海域，體長可達25公分，棲息在沿海及河口區，可做為食用魚。